# Mahaica-Berbice
Mahaica-Berbice (Regiunea 5) este o regiune a Guyanei, aflată în nord-estul țării. Aceasta acoperă o suprafață de 4.190 km². Se învecinează cu Oceanul Atlantic la nord, cu regiunea East Berbice-Corentyne la est, cu regiunea Upper Demerara-Berbice la sud și cu regiunea Demerara-Mahaica la vest.
Aici se află așezări precum Rosignol, Fort Wellington, Mahaicony și Helena.
Râul Mahaica curge de-a lungul graniței de vest a regiunii. Râul Berbice este granița de est. Râurile Mahaicony și Abary curg de la sud la nord.

## Populație
Guvernul Guyanei a organizat trei recensăminte oficiale începând cu reformele administrative din 1980, în 1980, 1991 și 2002. În 2012, populația din Mahaica-Berbice a fost înregistrată ca fiind de 49.723 de locuitori. Înregistrările oficiale ale recensămintelor  pentru populația din regiunea Mahaica-Berbice sunt următoarele:
- 2012: 49.723
- 2002: 52.400
- 1991: 51.280
- 1980: 53.898